# Amadeo Bordiga
Amadeo Bordiga (pronuncia /borˈdiɡa/) (Ercolano, 13 giugno 1889 – Formia, 25 luglio 1970) è stato un politico, giornalista e rivoluzionario italiano, co-fondatore e primo segretario del Partito Comunista d'Italia, fu famoso soprattutto per i suoi contributi alle posizioni ideologiche della sinistra comunista, che lo resero uno dei capi storici della Sinistra Comunista Italiana, corrente anche detta bordighismo.
Portatore di una visione del comunismo di impostazione marxista ma svincolata da contaminazioni anti-leniniste di stampo stalinista, fu critico verso molte posizioni adottate dal Partito Bolscevico dopo la morte di Lenin oltreché sulla filosofia del materialismo dialettico (un presupposto dell'ateismo filosofico in ambito comunista). Bordiga fu a capo della principale corrente (quella degli astensionisti del PSI) che portò alla fondazione del Partito Comunista d'Italia dopo la scissione avvenuta al Congresso di Livorno del PSI nel 1921. Da militante rivoluzionario, lottò apertamente contro l'egemonia stalinista nella Terza Internazionale e "contro le degenerazioni del movimento rivoluzionario mondiale".

## Biografia

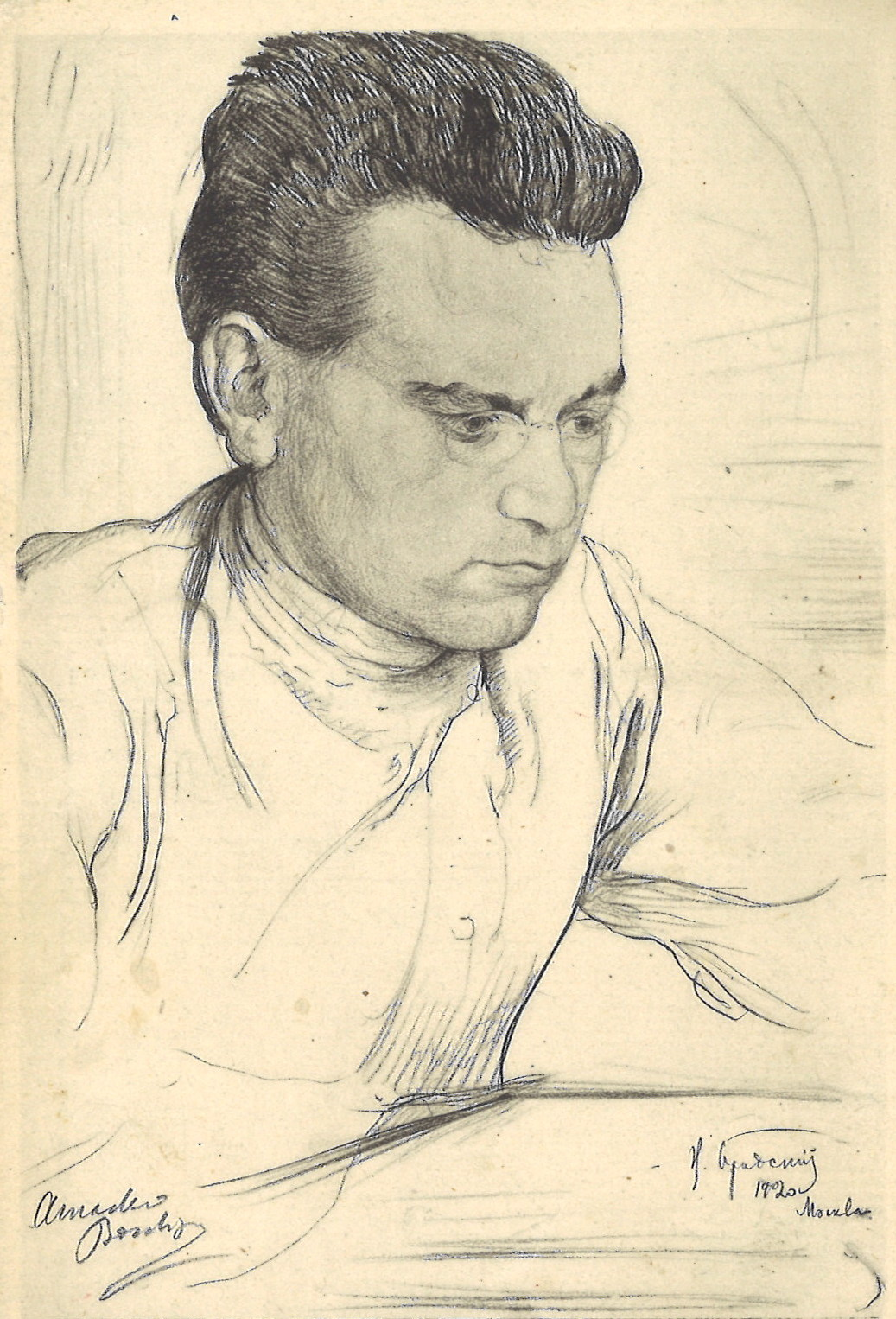
Bordiga al II Congresso dell'Internazionale Comunista in un disegno del 1920 del pittore sovietico Isaak Israilevič Brodskij

### Scienza, arte, rivoluzione
La formazione di Bordiga fu di carattere scientifico. A differenza della quasi totalità dei politici moderni, egli, abbracciando il marxismo, sottopose fin da ragazzo la teoria politica a una visione scientifica piuttosto che il contrario (nelle sue opere della maturità sostenne che la scienza moderna è marcatamente influenzata dall'ideologia). Il padre Oreste, piemontese, fu uno stimato studioso di scienze agrarie, la cui autorevolezza era riconosciuta specialmente a proposito dei secolari problemi agrari del Mezzogiorno italiano. Lo zio paterno Giovanni fu matematico, esperto di geometria proiettiva, insegnante all'Università degli Studi di Padova, militante del radicalismo tardo risorgimentale (appassionato d'arte, fu tra i fondatori della Biennale di Venezia).
La madre, Zaira degli Amadei, discendeva da un'antica famiglia fiorentina e il nonno materno conte Michele Amadei fu cospiratore nelle lotte risorgimentali e deputato per otto legislature. L'ambiente familiare fu dunque fondamentale nella formazione del giovane rivoluzionario, che seppe fondere la scienza con l'arte, come ebbe a dire nel 1960 a proposito dell'intero movimento rivoluzionario. Con queste premesse, Bordiga si laureò in ingegneria al Politecnico di Napoli nel 1912. Aveva già conosciuto il movimento socialista al liceo, tramite il suo professore di fisica, Calvi, e nel 1910 aveva aderito al Partito Socialista Italiano.

### Dal "Circolo Carlo Marx" alla fondazione del PCd'I
L'opposizione dei socialisti radicali alla guerra italo-turca lo vide in prima linea nelle assemblee e in piazza, come registrano i rapporti di polizia. Nell'aprile del 1912 fondò con alcuni giovani compagni il Circolo Carlo Marx, gruppo che uscì dalla sezione napoletana del PSI, ma non dal partito, rientrandovi quando terminò il tentativo delle manovre bloccarde con i massoni. Sotto la sua influenza, la sezione napoletana del partito divenne il nucleo di una combattiva corrente che a poco a poco si fece strada nei convegni locali della gioventù socialista e nei congressi nazionali del partito. Nello stesso tempo cresceva l'esperienza di lotta, vissuta in una delle aree industriali, quella ad est di Napoli, che allora era tra le più sviluppate d'Italia.
Il suo rifiuto dell'approccio pedagogico alla politica divenne in quegli anni uno dei suoi cavalli di battaglia. Fu fin dall'inizio profondamente ostile alla democrazia rappresentativa, che considerava strettamente legata all'elettoralismo borghese: "Se esiste una totale negazione dell'azione democratica, essa va ricercata nel socialismo" (in Il Socialista, 1914). Fu contrario alla libertà di azione concessa ai parlamentari socialisti, che invece egli voleva porre sotto il diretto controllo della direzione del partito. Similmente alla maggior parte dei socialisti nei paesi mediterranei, fu avversario severo della massoneria.
Allo scoppio della guerra, nel 1914, si distinse per la sua campagna rigorosamente antimilitarista. Nel 1915 fu chiamato alle armi e dovette sospendere l'attività aperta contro la guerra. Esonerato dal servizio attivo per grave miopia, riprese l'attività politica presentando nel partito, nel 1917, una mozione contro la formula ambigua e fuorviante di "né aderire né sabotare". Destò grande sorpresa fra i dirigenti del partito il risultato della votazione: 14.000 voti per la mozione della Sinistra e 17.000 per quella degli altri raggruppamenti. Nell'agosto del 1917 Bordiga fu l'animatore della "Frazione Intransigente Rivoluzionaria", della quale scrisse le tesi politiche, fatte accettare quasi all'unanimità al seguente congresso della Federazione Giovanile.
Allo scoppio della Rivoluzione d'ottobre nell'ottobre del 1917, aderì al movimento comunista internazionale e formò la "Frazione Comunista Astensionista" all'interno del PSI. Al congresso socialista di Bologna del 1919 Amadeo Bordiga, aderente ai principi della Rivoluzione d'ottobre, in cui vedeva la corretta rotta che avrebbe dovuto seguire il Partito Socialista Italiano, propose di cambiare il nome del partito con quello di "Partito Comunista" e di espellerne i moderati "socialisti riformisti" di Filippo Turati. Infatti Bordiga, convinto dell'incompatibilità tra socialismo ed elettoralismo, riteneva che "il proletariato poteva davvero impadronirsi del potere politico solo strappandolo alla minoranza capitalista con la lotta armata, con l'azione rivoluzionaria", e pertanto il partito non avrebbe nemmeno dovuto partecipare alle elezioni. La sua corrente fu definita "comunista astensionista".
Fu questa corrente, alla quale si affiancò quella torinese de L'Ordine Nuovo di Antonio Gramsci e Palmiro Togliatti, a uscire dal PSI a Livorno nel gennaio 1921 per formare il Partito Comunista d'Italia (Pcd'I). Era l'epilogo di una lunga divisione interna ai socialisti, che fin dal 1919 si erano trovati nel dilemma se accettare o meno interamente le condizioni poste da Lenin per entrare nella Terza Internazionale.
Nel corso delle dispute su queste condizioni, Bordiga, partecipando al Secondo Congresso dell'Internazionale Comunista nel 1920, fece aggiungere 2 condizioni alle 19 già fissate da Lenin. Nonostante l'appoggio di Lenin ai comunisti italiani contro i riformisti del PSI, le posizioni astensioniste di Bordiga furono criticate dallo stesso Lenin in L'estremismo, malattia infantile del comunismo (cui Bordiga rispose negli anni cinquanta con un saggio contro i falsificatori di Lenin). Secondo alcuni gruppi politici contemporanei più o meno vicini alle posizioni di Bordiga, la storia avrebbe già dimostrato l'esattezza di queste teorie. Molto amico di Antonio Imperato, anch'egli di Ercolano, dove presso l'abitazione di quest'ultimo e in gran segreto, nel 1924 si tenne una riunione con i comunisti napoletani con la presenza tra gli altri di Antonio Gramsci.

### Dalla guida del PCd'I all'emarginazione
Sotto la guida carismatica di Bordiga, il Partito Comunista d'Italia si avviò ad essere un organismo assai dissimile dagli altri partiti che avevano aderito all'Internazionale. La composizione prettamente operaia non aveva prodotto la solita gerarchia interna piramidale con al vertice gli intellettuali. D'altra parte, la pur rigorosa disciplina interna non si fondava tanto su disposizioni statutarie, quanto sul programma e su quello che proprio in quel periodo si stava configurando come "centralismo organico". Questo particolare assetto "naturale" fu spiegato e rivendicato già dal 1921 come elemento distintivo della Sinistra Comunista "italiana". In un articolo dello stesso anno, Bordiga chiarisce che il partito rivoluzionario si caratterizza per il fatto di essere già il progetto, la base fondante della società futura e da questa deriva la sua specifica natura e struttura, mentre rigetta ogni meccanismo interno mutuato dalla società presente.
Bordiga fu eletto nel Comitato centrale del Pcd'I e vi rimase fino al suo arresto nel 1923. Nel giugno egli e gli altri dirigenti arrestati vennero sostituiti alla direzione del partito per ordini di Mosca. Assolto al processo, rifiutò di entrare nel comitato esecutivo. Nel 1926 partecipò al Congresso clandestino di Lione, dove la Sinistra fu messa in minoranza dai centristi allineati a Mosca (Gramsci, Togliatti, Terracini, tra gli altri, si erano schierati con il campo che si stava delineando come stalinista) con vari espedienti, nonostante disponesse ancora della stragrande maggioranza dei voti congressuali.
Subito dopo il Congresso di Lione, in cui furono presentate le ultime tesi che la Sinistra Comunista poté scrivere in difesa dell'Internazionale, Bordiga partecipò al VI Esecutivo allargato dell'IC, dove tentò per l'ultima volta di intervenire in difesa dei principii fondanti di quello che doveva essere il partito mondiale. Nello stesso anno fu arrestato e inviato al confino nell'isola di Ustica, dove con Gramsci contribuì a organizzare la vita dei prigionieri, tra i quali Giuseppe Scalarini e i fratelli Rosselli. Al rilascio fu sempre più emarginato dall'attività politica, finché il 20 marzo 1930 venne espulso per aver difeso Lev Trockij, nonostante le divergenze con lui. Per diversi anni non poté più svolgere politica attiva, controllato notte e giorno dalla polizia fascista.

### Il rapporto con Gramsci
Bordiga aveva un rapporto quasi paterno e protettivo nei confronti del giovane Gramsci, fisicamente poco adatto alla dura lotta politica del tempo, in ambiente di guerra civile. Cercava di assecondare come poteva "il suo lento evolvere dall'idealismo filosofico al marxismo". Gli fu amico anche nei momenti di dura polemica.
Quando il gruppo gramsciano si avvicinò alla Sinistra, reputò "leale" il titolo della sua rivista, che non parlava di Classe, Stato e Società come facevano i comunisti, ma genericamente di "Ordine Nuovo". Bordiga scherzava sulla concezione antideterministica di Gramsci, che ancora nel 1919 interpretava la Rivoluzione d'ottobre come una specie di "miracolo della volontà umana", contro ogni determinismo delle reali condizioni economiche e politiche della Russia: "Solo a rilento Gramsci accettò le direttive marxiste sulla dittatura del partito e sulla stessa incidenza del sistema marxista, fuori dell'economia di fabbrica, in una visione radicale di tutti i rapporti di fatti nel mondo umano e naturale". Quando poi conobbe Lenin, racconta ancora Bordiga, "la cosa non restò senza effetto; maestro ed allievo non erano da dozzina".
Gramsci ammetteva di non accettare tutto del marxismo e di maturare lentamente, tanto che rispose a tono: "Preferiremo sempre quelli che imparano lentamente capitoli del marxismo a quelli che li dimenticano". Ma ancora nel 1926, in margine al Congresso di Lione, quando ormai la Sinistra era liquidata, a una precisa affermazione di Bordiga, che ormai considerava un avversario da rimuovere, rispose: "Do atto alla sinistra di avere finalmente acquisita e condivisa la sua tesi, che l'aderire al comunismo non comporta solo aderire ad una dottrina economica e storica e ad un'azione politica, ma una visione ben definita, e distinta da tutte le altre, dell'intero sistema dell'universo anche materiale".
Alla fine del 1926, nel confino di Ustica, nel quale si trovarono insieme per qualche tempo, Bordiga e Gramsci organizzarono una "scuola di partito" per prigionieri dove nessuna "materia" era esclusa. Di comune accordo, tenevano a turno "lezioni" in cui l'uno esponeva la materia secondo le tesi dell'altro, scherzando alla fine sul confronto delle eventuali manchevolezze di ognuno (Le citazioni in corsivo sono memorie di Bordiga).

### Il secondo dopoguerra
In seguito allo sbarco alleato e allo spostamento al Nord del fronte di guerra nel 1944, intorno a Bordiga si raccolsero i vecchi compagni del 1921. Con la guerra ancora in corso, furono presi contatti clandestini con i compagni del Nord. Nell'immediato dopoguerra vi furono le prime riunioni congiunte, ma Bordiga rifiutò di far parte del partito se fosse rinato nuovamente sulle basi della vecchia Internazionale degenerata. Iniziò quindi a collaborare al periodico Battaglia Comunista (1945), organo del neo-costituito Partito Comunista Internazionalista.
All'uscita della rivista Prometeo (1946), organo teorico dello stesso partito, scrisse sul primo numero un Tracciato d'impostazione che doveva servire da riferimento programmatico. Nel 1949 iniziò a scrivere la serie di 136 articoli Sul filo del tempo, tesa a dimostrare la necessaria continuità fra le origini del movimento comunista e i compiti attuali. Sulla base di tale impostazione teorica scrisse una gran mole di articoli e saggi tendenti a dimostrare che l'URSS era da considerarsi un paese capitalista impegnato in un "industrialismo di Stato". Questa posizione lo poneva in irriducibile contrasto con lo stalinismo e il togliattismo, che sostenevano invece l'idea che in Russia si stesse "costruendo il socialismo in un paese solo".
Dal 1945 partecipò, alquanto dall'esterno, all'organizzazione del Partito Comunista Internazionalista. Affermò di non voler essere presente ad alcun convegno o congresso per non influenzare con il suo carisma ancora integro lo schieramento dei militanti (disse di non aver problemi a "militare", come stava facendo, ma non voleva assolutamente "generalare"). Alcuni articoli come Bussole impazzite furono scritti contro la confusione che regnava nel giovane partito, come anche l'abbozzo di tesi Natura funzione e tattica del partito rivoluzionario. Nel 1951 preparò con un certo numero di compagni di partito le Tesi caratteristiche sulle quali si consumò la scissione dalla tendenza che aveva come principale esponente Onorato Damen. Da allora l'attività pubblicistica di Bordiga proseguì in forma anonima sul periodico Il programma comunista che divenne l'organo di stampa di un nuovo "Partito Comunista Internazionalista", che in seguito a un'ulteriore scissione, avvenuta nel 1964, acquisirà la denominazione di Partito Comunista Internazionale.
Il nuovo organismo si basava sul "centralismo organico", già rivendicato negli anni venti, e ora più significativo che mai, nel senso di un rifiuto del modello organizzativo della Terza Internazionale ("centralismo democratico"). Continuava comunque a denunciare "da sinistra" l'Unione Sovietica, rimanendo fedele al marxismo e a Lenin, criticando e denunciando lo stalinismo come corollario orientale degli Stati Uniti d'America nella controrivoluzione mondiale.
Nel 1964-1966 fissò in ulteriori tesi quelle che avrebbero dovuto essere le basi storiche e organizzative del partito rivoluzionario, coadiuvate dall'intenso lavoro di "difesa del programma" e di "restaurazione teorica" iniziato nell'immediato dopoguerra. Nel 1969 fu colpito da una trombosi che lo rese semiparalizzato. Ciò non gli impedì di rilasciare una lunga intervista, nel giugno 1970, un mese prima di morire, quasi un testamento politico. Morì il 25 luglio del 1970.

## Eredità

### Influenze
Jacques Camatte iniziò a corrispondere con Bordiga dall'età di 19 anni nel 1954, e Bordiga sviluppò con lui un rapporto di lunga data e un'influenza ideologica. I primi lavori di Camatte si leggono molto in linea con la corrente bordighista e Bordiga spesso contribuì alla rivista Invariance di Camatte verso la fine della sua vita. Anche dopo la rottura di Camatte con il marxismo in seguito alla morte di Bordiga, la preoccupazione di Camatte riguardo al tema del 'Gemeinwesen' (comunità, commonwealth) all'interno del lavoro di Marx è coerente con l'enfasi di Bordiga sugli aspetti antiindividualisti e collettivisti del marxismo.
Bordiga ha anche influenzato Gilles Dauvé e ha avuto una grande influenza sulle correnti ultra-sinistre del ventesimo e ventunesimo secolo.

### Eredità generale
Nel 1998 a Formia è creata la Fondazione Amadeo Bordiga, con sede nella casa in cui Bordiga trascorse gli ultimi mesi di vita. La fondazione organizza pubblicazioni delle opere di Bordiga e promuove studi sulle sue idee.
Nel luglio 2020 Historical Materialism pubblicò la prima traduzione in inglese delle opere selezionate di Bordiga.

## Opere
- Dall'economia capitalistica al comunismo. Conferenza tenuta a Milano il 2 luglio 1921, Libreria editrice del Partito Comunista d'Italia, 1921.
- La questione agraria. Elementi marxisti del problema, Libreria editrice del Partito Comunista d'Italia, 1921.
- Lenin nel cammino della rivoluzione, Prometeo, 1924.
- Contributo alla impostazione tecnica dei provvedimenti per la ricostruzione napoletana [con Guido Milone], Collegio degli ingegneri e degli architetti in Napoli, 1950.
- Struttura economica e sociale della Russia d'oggi, Contra, 1966.
- Facteurs de race et nation dans la theorie marxiste, Tip. J. Angot, 1969.
- Struttura del materialismo marxista. Esploratori nel domani, fiorite primavere del capitale, fantasime carlailiane, relativita e determinismo, l'uomo e la natura, Gruppo della sinistra comunista, 1971.
- Costruzione e rivoluzione, Gruppo della sinistra comunista, 1972.
- Le lotte di classi e di stati nel mondo dei popoli non bianchi. Storico campo vitale per la critica rivoluzionaria marxista, La Vecchia Talpa, 1972.
- Proprietà e capitale. Vulcano della produzione o palude del mercato? Marxismo e tempo storico, Gruppo della Sinistra comunista, 1972.
- Testi sul comunismo, La Vecchia Talpa-Crimi, 1972.
- Russia e rivoluzione nella teoria marxista, Il formichiere, 1975.
- Scritti scelti, Feltrinelli, 1975.
- Economia marxista ed economia controrivoluzionaria, Iskra, 1976.
- I fattori di razza e nazione nella teoria marxista, Iskra, 1976.
- Mai la merce sfamera l'uomo. Questione agraria e la teoria della rendita fondiaria secondo Marx, Iskra, 1979.
- Proprietà e capitale. Inquadramento nella dottrina marxista dei fenomeni del mondo sociale contemporaneo, Iskra, 1980.
- Imprese economiche di Pantalone. L'intervento dello Stato nell'economia e nella società dal punto di vista del marxismo rivoluzionario, Iskra, 1982.
- Russia e rivoluzione nella teoria marxista. Quarant'anni di una organica valutazione degli eventi in Russia nel drammatico svolgimento sociale e storico internazionale, Ed. Il Programma Comunista, 1990.
- Il rancido problema del Sud italiano, Graphos, 1993.
- Scritti 1911-1914. Dalla guerra di Libia al Congresso socialista di Ancona, Graphos, 1996.
- Scritti 1914-1918. La guerra, la rivoluzione russa e la nuova Internazionale, Graphos, 1998 (L'opera completa è prevista in otto volumi).
- Lettere a Bruno Bibbi, Piero Corradi, Eugenio Moruzzo, Michelangelo Pappalardi e Lodovico Rossi. (1925-1926), BI-Elle, 1998.
- Storia della Sinistra Comunista, Ed. Il programma comunista, 1964.
- Dialogato con Stalin, Ed. Prometeo, 1953.
- Dialogato coi morti, Ed. Il programma comunista, 1956.
- In difesa della continuità del programma comunista, Ed. Il programma comunista, 1971.
- Partito e classe, Ed. Il programma comunista, 1972.
- Gran parte delle opere del secondo dopoguerra sono state pubblicate nei Quaderni di n+1.